# Mercury-Redstone 3
Mercury-Redstone 3 est la première mission spatiale habitée des États-Unis, lancée dans le cadre du programme Mercury le 5 mai 1961 à l'aide d'un lanceur Redstone, à partir du complexe de lancement 5 (Launch Complex 5) de la base de lancement de Cap Canaveral, en Floride. L'astronaute Alan B. Shepard réalise à bord de la capsule spatiale Mercury baptisé Freedom 7 un vol suborbital d'une durée de quinze minutes, atteignant l'altitude de 187,42 km.
À la différence du soviétique Youri Gagarine, devenu le premier homme à réaliser un vol spatial le 12 avril 1961, Shepard n'a pas réalisé un vol orbital. C'est un bond dans une trajectoire balistique, qui nécessite un lanceur moins puissant et un système de guidage plus simple. Shepard est le premier homme à piloter un véhicule dans l'espace et à rentrer sur Terre en sécurité, à l'intérieur de la capsule Mercury, Gagarine a sauté en parachute lors de la mission Vostok 1.

## Équipage
| Position | Astronaute      |
| -------- | --------------- |
| Pilote   | Alan B. Shepard |

### Équipage de relève
| Position | Astronaute    |
| -------- | ------------- |
| Pilote   | John H. Glenn |

## Paramètres de la mission
- masse : 1 295 kg (apogée)
- altitude maximum : 187,42 km
- distance : 487,26 km
- lanceur : Mercury-Redstone

## Déroulement de la mission
La capsule spatiale Freedom 7 est livrée à la base de lancement de Cap Canaveral le 9 décembre 1960. Freedom 7 est la septième capsule Mercury et a reçu une attention toute spéciale à l'usine, depuis sa sélection pour emporter le premier vol habité suborbital, en octobre 1960. Elle doit initialement être prête pour un lancement dès son arrivée à Cap Canaveral. S'ensuivent vingt-et-une semaines de préparations imprévues, nécessaires avant qu'elle ne puisse être lancée. Le système de réaction et de contrôle doit être retravaillé, ce qui occasionne le report du lancement au moins jusqu'au 6 mars 1961. Des conduites de peroxyde endommagées et corrodées nécessitent leur remplacement, ce qui retarde encore une fois le départ de huit jours. Des essais additionnels de simulation de départ de la mission sont nécessaires et des défauts de structure et d'équipement sont corrigés. La mission MR-3 est enfin prête à être lancée le 2 mai 1961.
Trois astronautes sont choisis comme finalistes pour le vol MR-3 en janvier. Leurs noms, Alan Shepard, Gus Grissom et John Glenn, sont rendus publics le 22 février. Le choix d'Alan Shepard pour piloter le premier vol américain est connu après le retard du lancement du 2 mai, occasionné par des conditions météorologiques. Après ce retard, le nom  de Shepard est publié comme celui qui attend depuis trois heures dans sa combinaison spatiale au hangar S de Cap Canaveral. Le compte à rebours est arrêté deux heures et vingt minutes avant le lancement, en raison des conditions météorologiques défavorables ; le vol est reporté.
Dans la matinée du 5 mai 1961, Shepard enfile sa combinaison spatiale avec l'aide du technicien Joe W. Schmitt. Un fourgon de transfert l'amène à la rampe de lancement. Il monte sur le portique à 05 h 15 EST (Eastern Standard Time). À 05 h 21 EST, il pénètre dans l'habitacle de Freedom 7 et les techniciens l'aident à attacher ses harnais et les raccords. Il passe les quatre heures suivantes dans le véhicule spatial dans l'attente du lancement.

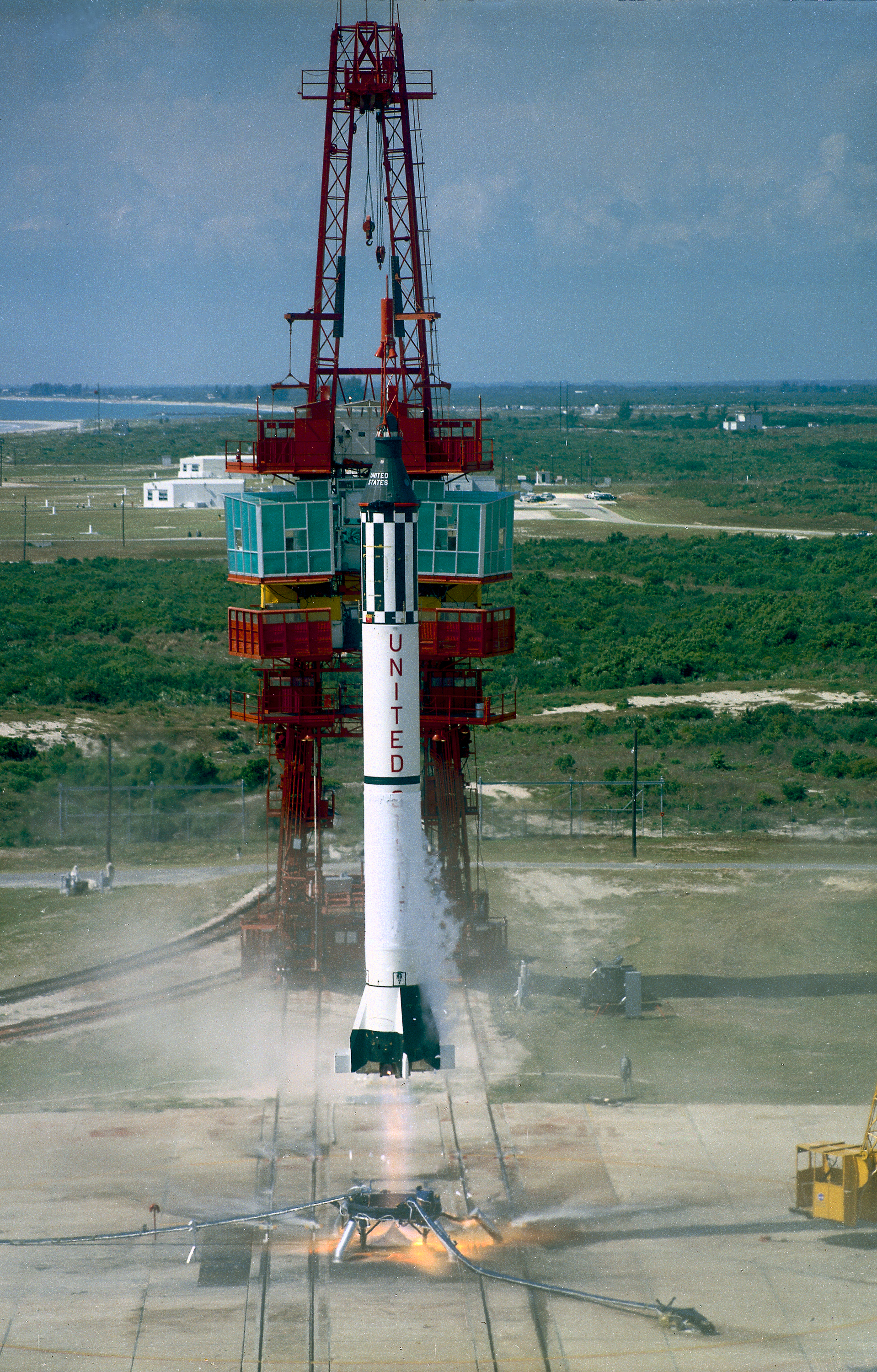
Lancement de la capsule/fusée Mercury-Redstone 3 le 5 mai 1961, à AM EST avec Alan Shepard à son bord.

À 09 h 34 EST (14 h 34 TU), 45 millions d'Américains regardent en direct Alan Shepard rapporter quelques secondes après son décollage : « Ah Roger, décollage et le chrono s'est mis en route... Oui, Monsieur, je vous reçois fort et clair. Ici Freedom 7, le carburant est OK, 1,2 g [12 m/s2], cabine à 14 psi. l'oxygène est OK. Freedom 7 est toujours OK. » À T+16 secondes – où T est le moment du lancement – le programme de mise en place est commencé et le Redstone commence un roulis de 2 degrés/s pour l'amener d'un angle de 90° à 45° de l'horizontale. Cette étape de mise en place se termine à T+40 secondes.

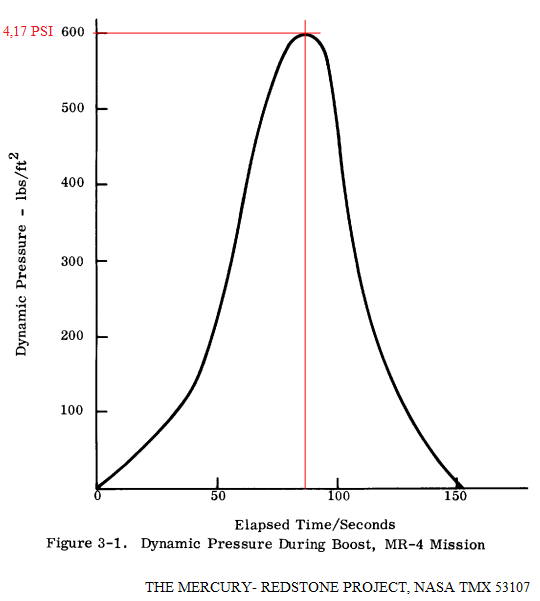
Pression dynamique lors du vol MR-4 de la fusée Mercury-Redstone

Le point de pression dynamique maximale, appelé max Q, est atteint à 1 min 24 s de vol ; Freedom 7 connaît alors une pression dynamique de 2,9 kilopascals (0,42 psi). Au cours de l'ascension, la pression interne de la cabine atteint 38 kilopascals (5,5 psi) en oxygène pur. À deux minutes de vol, Shepard subit une force d'accélération de 6 g (59 m/s2).
Le moteur du lanceur Redstone s'arrête tel que prévu à 2 minutes 21 secondes. À l'extérieur de la capsule, la température des surfaces du lanceur atteint 104,4 °C. La température à l'intérieur de la cabine est de 32,8 °C. La température à l'intérieur de la combinaison pressurisée de Shepard est de 23,9 °C. La séparation de la tour de sauvetage a lieu à 2 minutes 22 secondes après le lancement, une seconde plus tôt que prévu. Lors de la récupération de la tour, certaines indications démontrent que les moteurs-fusées de largage sont actionnés manuellement ; Shepard a dit qu'il ne se souvient pas avoir activé volontairement le largage de la tour.
À 2 minutes 32 secondes après le lancement, trois rétrofusées posigrades avec 1 800 N de poussée chacune s'allument pendant une seconde et séparent le véhicule spatial du lanceur Redstone à un taux de 4,6 m/s. À 3 minutes, le système de contrôle automatique de l'attitude (Automatic Attitude Control System) fait pivoter la sonde de 180° pour placer le bouclier thermique vers l'avant. Le véhicule spatial reste dans cette position pour le reste du vol. La capsule atteint alors presque l'apogée de son vol balistique.
Alan Shepard prend le contrôle manuel de l'attitude de la capsule, un axe à la fois. La première chose qu'il fait est de placer la capsule en position prête à l'utilisation des rétrofusées, avec un angle d'entrée de 34°. Il vérifie ensuite les contrôles manuels de lacet et de roulis de la capsule, puis confirme que la réaction du véhicule spatial est conforme à celle obtenue en simulateur.
Il fait des observations à l'extérieur de la capsule en utilisant le hublot et le périscope. Il voit les contours de la côte ouest de la Floride et le golfe du Mexique. Le lac Okeechobee au centre de la Floride est également visible ; il n'aperçoit aucune ville. Il observe également à travers le périscope l'île Andros et les Bahamas.
Les rétrofusées sont mises à feu à environ T+5 min 15 s de vol, peu de temps après que la capsule atteint un apogée de 187,5 km. Les trois rétrofusées d'une poussée de 4 400 N fournissent un Delta-v de 160 m/s dans le sens opposé à la trajectoire. D'une combustion totale de dix secondes chacune, elles sont mises à feu à cinq secondes d'intervalle : rétro 1 est allumé à 5 minutes 14 secondes, rétro 2 à 5 minutes 18 secondes et rétro 3 à 5 minutes 23 secondes. Shepard entend le bruit des rétrofusées ; il ne lui paraît pas aussi puissant que celui des avions à réaction qu'il a piloté. Le périscope est rentré au T+5 min 45 s et l'ensemble des rétrofusées est largué à T+6 minutes 13 secondes. Vers T+6 min 20 s, le nez de l'engin spatial est pivoté vers le haut à un angle de 14° d'attitude par rapport à l'axe vertical de la Terre.

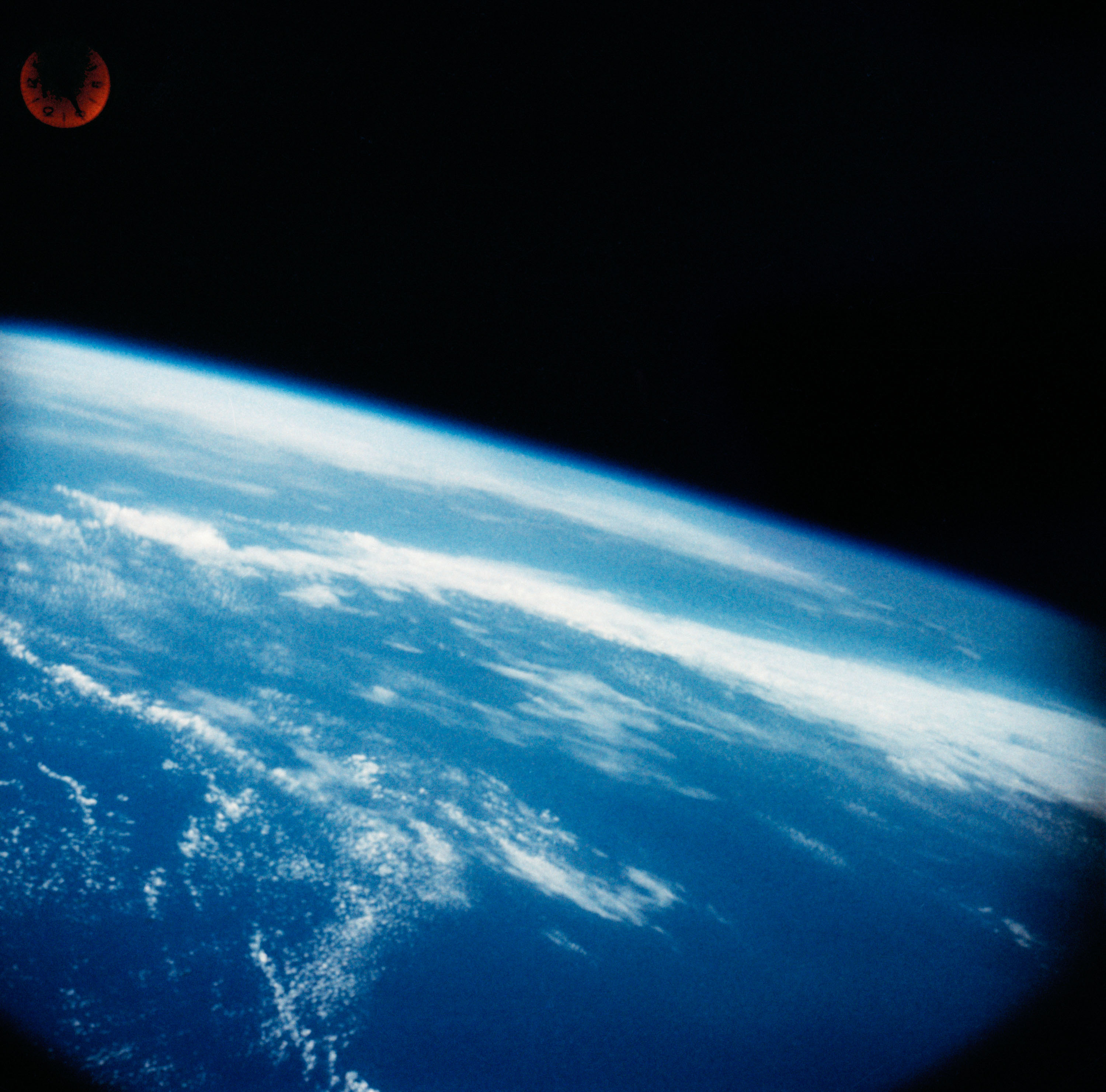
La vue depuis l'intérieur de la capsule Freedom 7.

Pendant la descente, Shepard essaie de regarder par le hublot maladroitement placé pour observer les étoiles. Il ne voit rien, pas même l'horizon. Après T+7 minutes 48 secondes, le voyant« 0,05 g » (0,5 m/s2), indiquant le début de l'accélération vers la Terre et le retour de la pesanteur, s'allume. Le système automatique de contrôle et de stabilisation (ASCS - Automatic Stabilization and Control System) détecte le début de la rentrée et lance un roulis de 10°/s. Cette manœuvre rend la capsule plus stable lors de la rentrée. Durant la rentrée, un pic de force G de 11,6 g (114 m/s2) est atteint.
À l'altitude de 6,4 km, 9 minutes 38 secondes après le lancement, le parachute-pilote est déployé. À 4,6 km, la valve du tube de pressurisation est ouverte afin d'égaliser la pression de la cabine avec l'air extérieur. À 3 km, soit T+10 minutes 14 secondes après le décollage, le compartiment supérieur de la capsule abritant les antennes est largué comme prévu, entraînant par la même occasion l'ouverture du parachute principal. Environ cinq secondes plus tard, le bouclier thermique en béryllium se désolidarise de la capsule de 1,2 m, afin de permettre le déploiement d'un sac amortisseur pour l'amerrissage de la capsule. La vitesse de Freedom 7 sous le parachute est de 11 m/s.

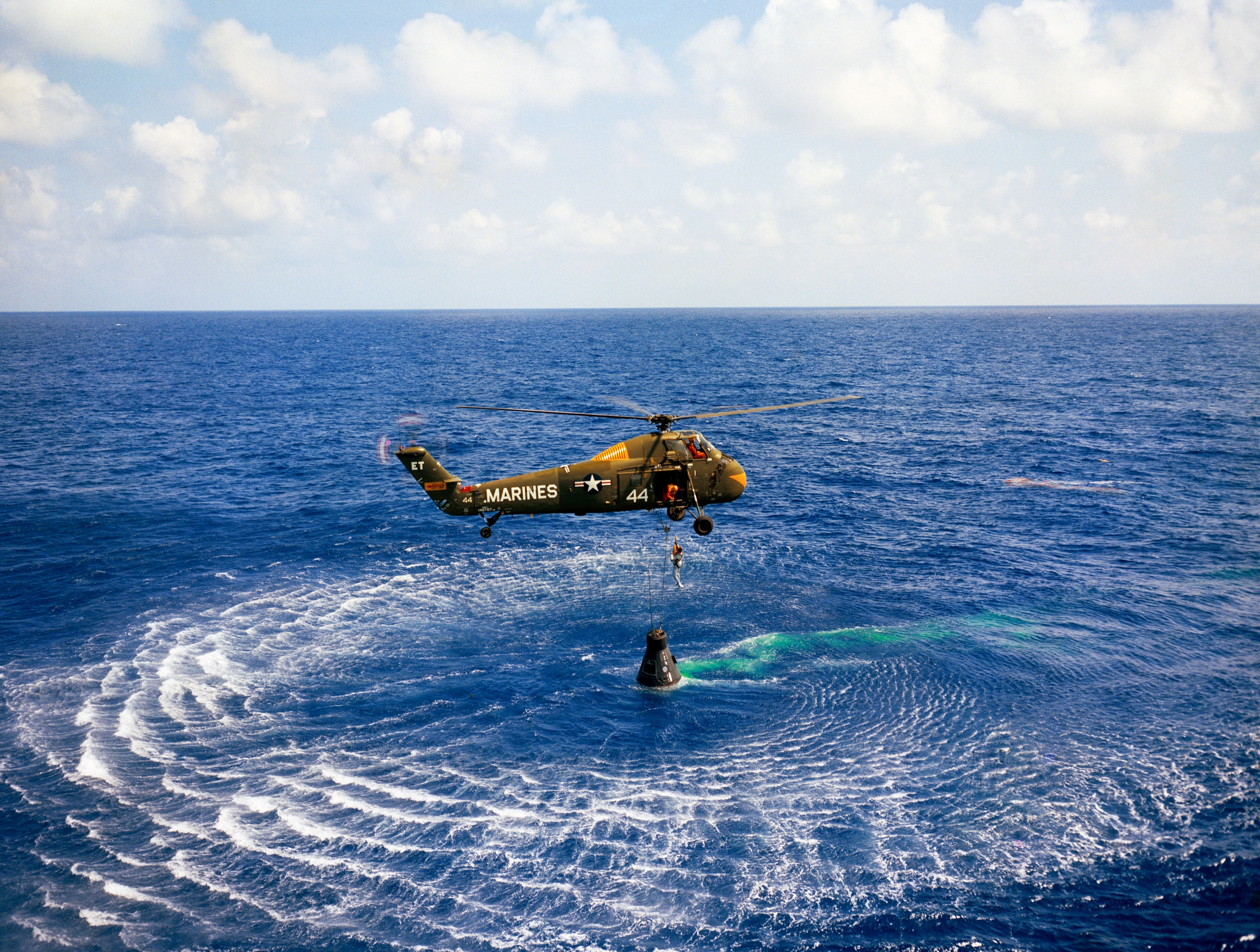
Un hélicoptère HUS-1 du porte-avions hisse à son bord Alan Shepard depuis la capsule Freedom 7.

L'amerrissage a lieu à T+15 min 30 s. L'impact sur l'eau est comparable à l'atterrissage d'un avion à réaction sur un porte-avions. Freedom 7 s'incline sur le côté droit jusqu'à environ 60° par rapport à une position verticale. Shepard vérifie l'absence de fuite à l'intérieur de la capsule. Lentement, une minute plus tard Freedom 7 revient à la position verticale.

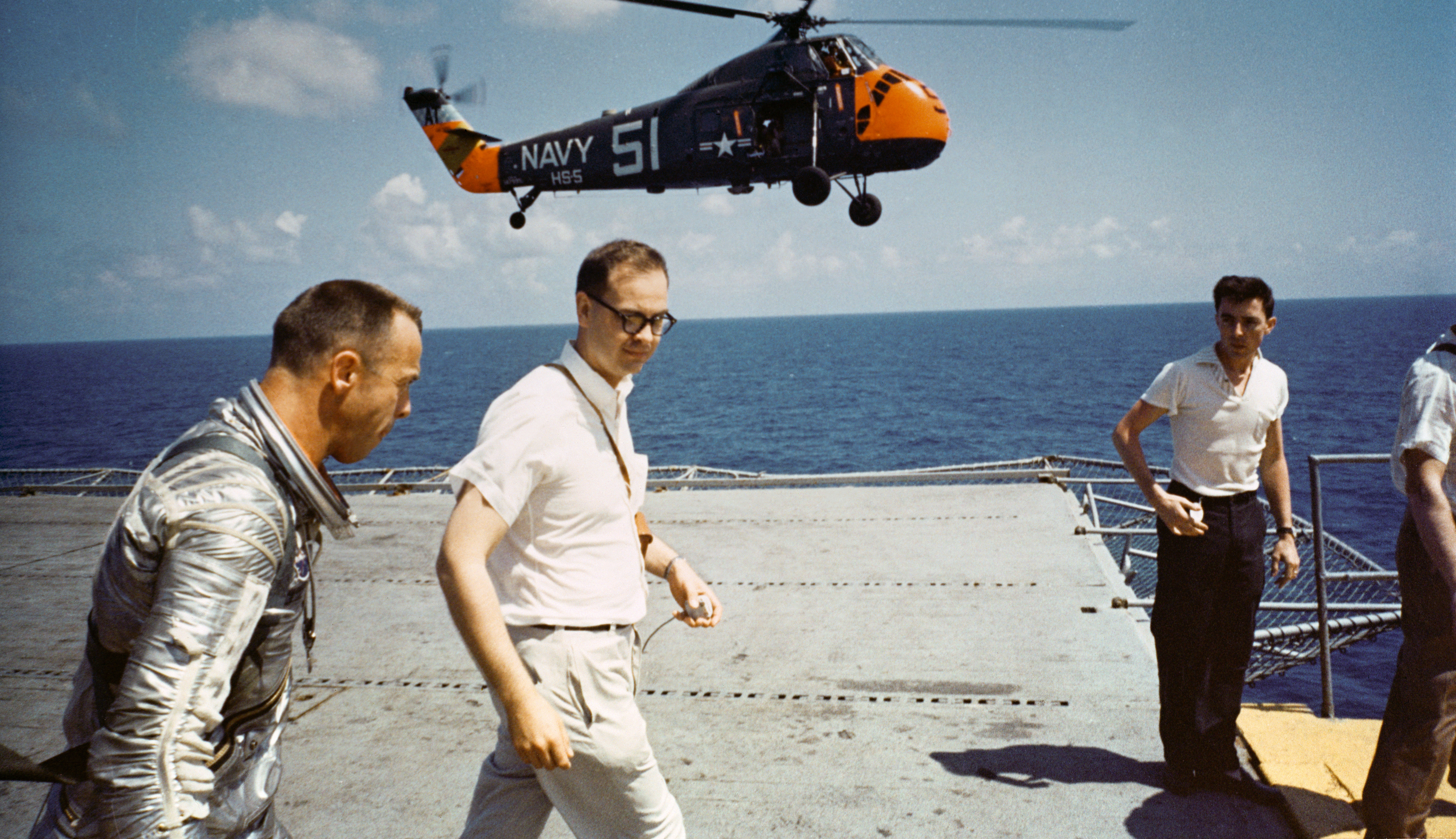
Alan Shepard sur le pont du porte-avions.

Un hélicoptère de récupération du porte-avions USS Lake Champlain, qui surveille Freedom 7 pendant les cinq dernières minutes de sa descente, s'approche de la capsule pour y accrocher un câble. La liaison radio est assurée entre l'équipage de l'hélicoptère et Shepard. L'astronaute indique qu'il dégage la trappe de sortie de la capsule spatiale lorsque celle-ci sera au-dessus de la ligne de flottaison. L'hélicoptère hisse le véhicule spatial d'environ 1 m, ce qui permet à Shepard de sortir par la trappe. Une élingue est envoyée à l'astronaute et il est hissé à bord de l'hélicoptère. Shepard et Freedom 7 sont transportés sur le pont du porte-avions, situé à proximité. Ils sont à bord onze minutes après l'amerrissage. Alan Shepard est en pleine forme et la capsule, en bon état.
Le vol a duré 15 min 28 s et le véhicule spatial a parcouru une distance horizontale de 487 km depuis son point de lancement, atteignant une altitude de 187,4 km. Freedom 7 atterrit aux coordonnées : 27° 13′ 42″ N, 75° 53′ 00″ O. Il a atteint une vitesse de 8 340 km/h. À la phase de lancement, Shepard a subi une accélération maximale de 6,3 g (62 m/s2) et, lors de la rentrée, de 11,6 g (114 m/s2).
Contrairement à la mission Vostok 1 de Youri Gagarine, Shepard s'est posé avec son vaisseau pendant l'atterrissage, ce qui en fait techniquement le premier vol spatial humain achevé selon les anciennes définitions de la Fédération aéronautique internationale,,.
Après sa récupération, le véhicule spatial est examiné par des ingénieurs et jugé en excellente condition, si bien qu'ils estiment qu'il peut être utilisé pour un autre lancement en toute sécurité. Depuis la mort d'Alan Shepard en 1998, la capsule Freedom 7 est exposée dans le hall des visiteurs du Centre Armel-Leftwich à l'Académie navale d'Annapolis, au Maryland.
L'indicatif Freedom 7 vient du fait que le véhicule spatial, septième exemplaire construit, est installé sur un lanceur Redstone désignée MRLV-7 (Mercury Redstone Launch Vehicle-7). Dans tous les vols Mercury suivants, le numéro 7 est ajouté au nom de la mission et à l'indicatif d'appel choisi par les astronautes en référence également aux sept premiers astronautes du programme Mercury.

## Dans la culture populaire
En juin 1961, Laurie Records publie un disque 45 tours interprété par William Allen et son orchestre et intitulé Space Flight Freedom 7. Il consiste en une compilation des enregistrements des communications vocales entre l'astronaute et le sol, avec un accompagnement instrumental. 
La mission Mercury-Redstone 3 est mise en scène dans l'épisode Pouvons-nous réussir ? de la mini-série de la chaîne de télévision HBO « De la Terre à la Lune », ainsi que dans le film L'Étoffe des héros de Philip Kaufman, dans le livre éponyme de Tom Wolfe et dans le film « Les Figures de l'ombre » de Theodore Melfi, sorti en 2016.

## Descriptifs du vol
| T+ Heures  | Évènements                                  | Description |
| T+00:00:00 | Décollage                                   | Le lanceur Mercury-Redstone décolle, l'horloge à bord est mise en marche. |
| T+00:00:16 | Programme de mise en place                  | Redstone commence un roulis de 2°/s pour l'amener d'un angle de 90° à 45° de l'horizontale. |
| T+00:00:40 | Fin du programme de mise en place           | Redstone est à 45° d'angle. |
| T+00:01:24 | Max Q                                       | Pression dynamique maximale atteinte : 28 kPa. |
| T+00:02:20 | BECO                                        | Fin de la poussée des moteurs, vitesse : 2,3 km/s. |
| T+00:02:22 | Largage de la tour                          | Largage de la tour de sauvetage. |
| T+00:02:24 | Séparation de la capsule                    | Trois rétrofusées posigrades avec 1 800 N de poussée chacune s'allument pendant une seconde. |
| T+00:02:35 | Manœuvre de rotation                        | Le système de contrôle automatique de l'attitude (AACS) fait pivoter la capsule de 180° pour placer le bouclier thermique vers l'avant.                                                           |
| T+00:05:00 | Apogée                                      | La capsule a atteint un apogée de 187,42 km. |
| T+00:05:15 | Rétrofusée                                  | Les trois rétrofusées d'une poussée de 4 400 N fournissent un Delta-v de 160 m/s dans le sens opposé à la trajectoire.                                                                            |
| T+00:05:45 | Rétraction du périscope                     | Le périscope est rentré. |
| T+00:06:15 | L'ensemble des rétrofusées est largué       | L'ensemble des rétrofusées est largué. |
| T+00:06:20 | Ajustement d'attitude après les rétrofusées | Le nez de l'engin spatial est pivoté vers le haut à un angle de 14° d'attitude par rapport à l'axe vertical de la Terre.                                                                          |
| T+00:07:15 | Accumulation d'accélération                 | Le système automatique de contrôle et de stabilisation (ASCS - Automatic Stabilization and Control System) détecte le début de la rentrée et lance un roulis de 10°/s.                            |
| T+00:09:38 | Déploiement du parachute-pilote             | Le parachute-pilote est largué. |
| T+00:09:45 | Pressurisation interne                      | La valve du tube de pressurisation est ouverte afin d'égaliser la pression de la cabine avec l'air extérieur.                                                                                     |
| T+00:10:15 | Déploiement du parachute principal          | Le boitier des antennes au haut de la capsule est largué comme prévu, en tirant par la même occasion le parachute principal.                                                                      |
| T+00:10:20 | Déploiement des sacs de flottaison          | Le bouclier thermique en béryllium se désolidarise de la capsule de 1,2 mètre, afin de permettre le déploiement d'un sac amortisseur pour l'amerrissage de la capsule.                            |
| T+00:10:20 | Largage du carburant                        | Les restes de peroxyde d'hydrogène sont largués. |
| T+00:15:30 | Amerrissage                                 | L'impact sur l'eau est comparable à l'atterrissage d'un avion à réaction sur un porte-avions. |
| T+00:15:30 | Déploiement de l'équipe de récupération     | Un hélicoptère de récupération du porte-avions USS Lake Champlain, qui surveille Freedom 7 pendant les cinq dernières minutes de sa descente, s'approche de la capsule pour y accrocher un câble. |

## Galerie

Mercury-Redstone 3
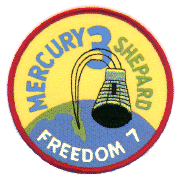
Écusson de la mission.
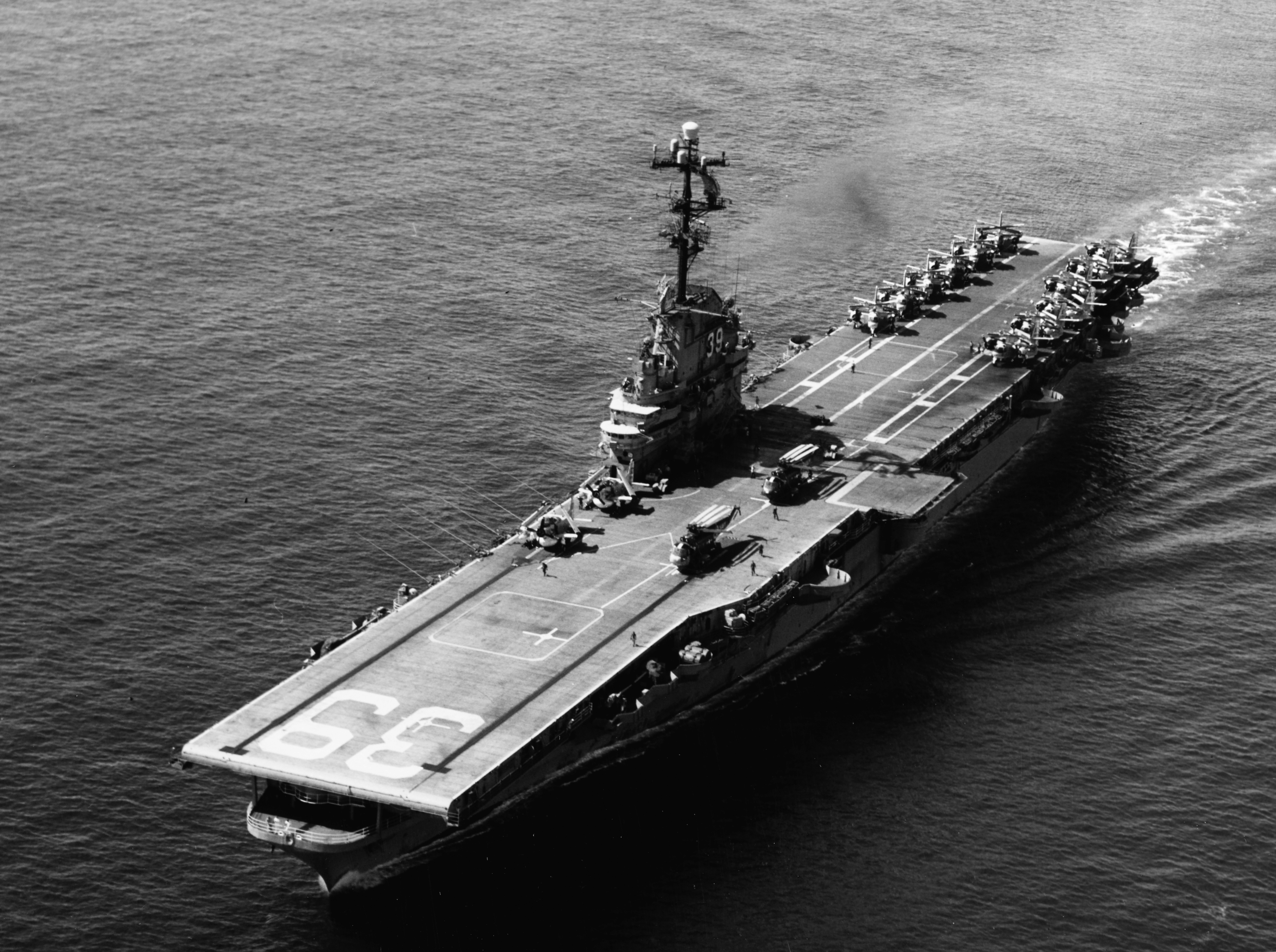
Le USS Lake Champlain (CV-39) participe à la récupération de la capsule.
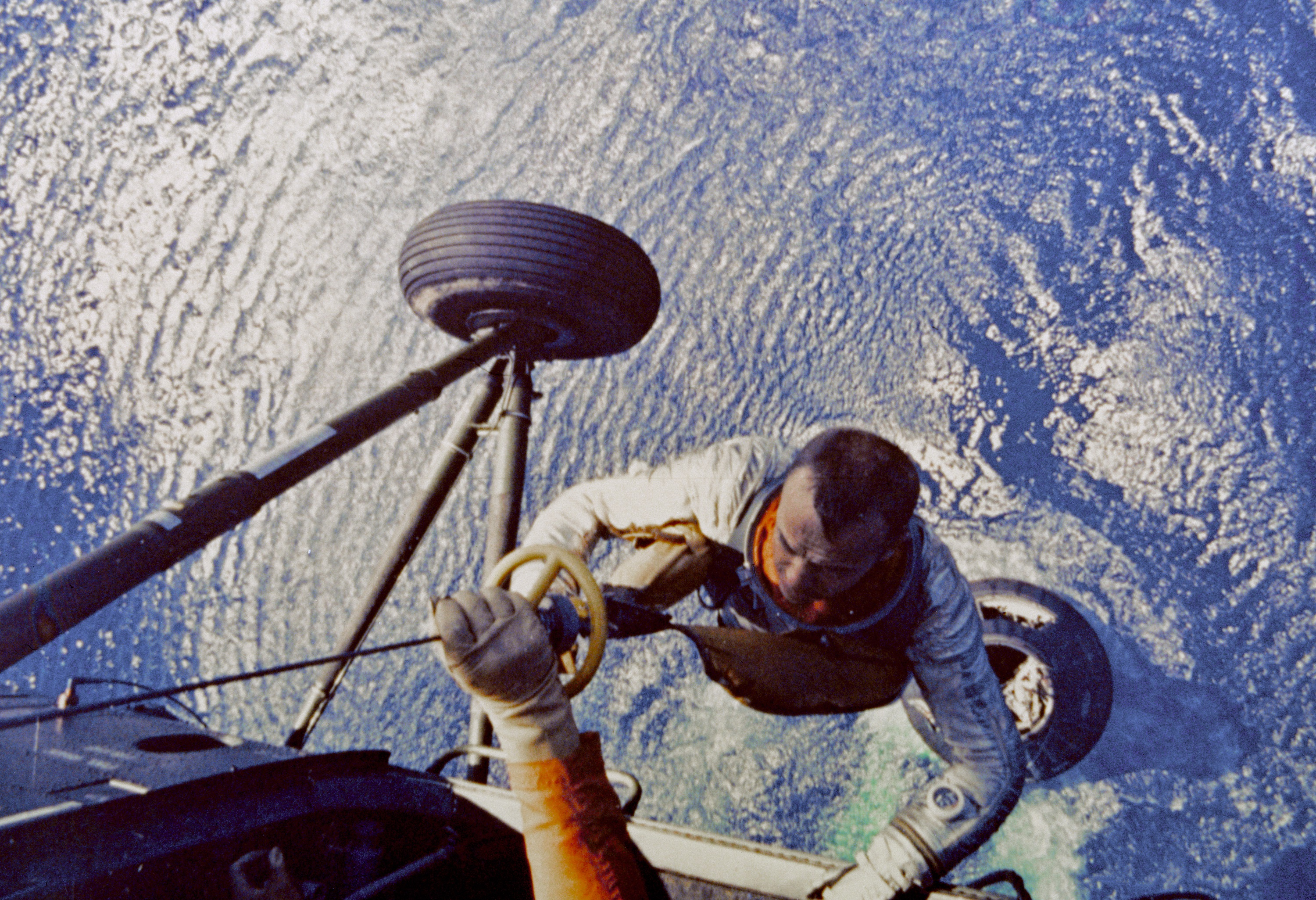
Alan Shepard est hélitreuillé après son amerrissage.
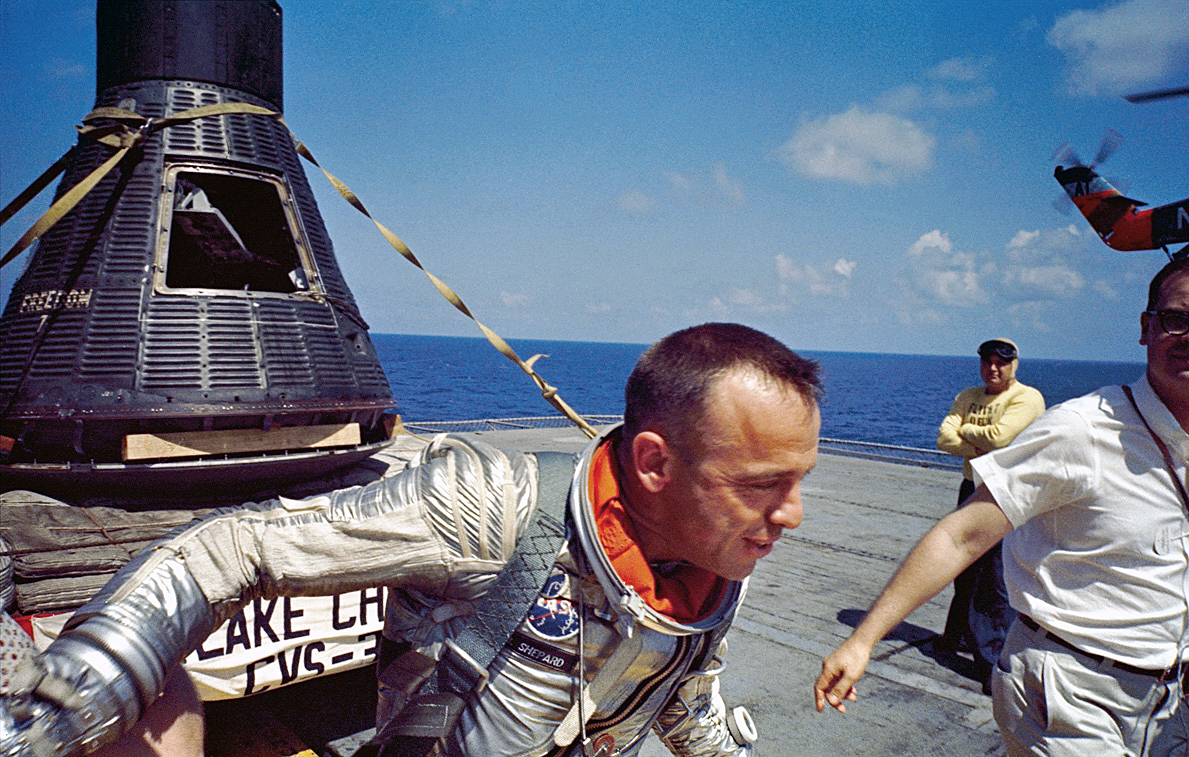
Shepard sur le USS Lake Champlain.
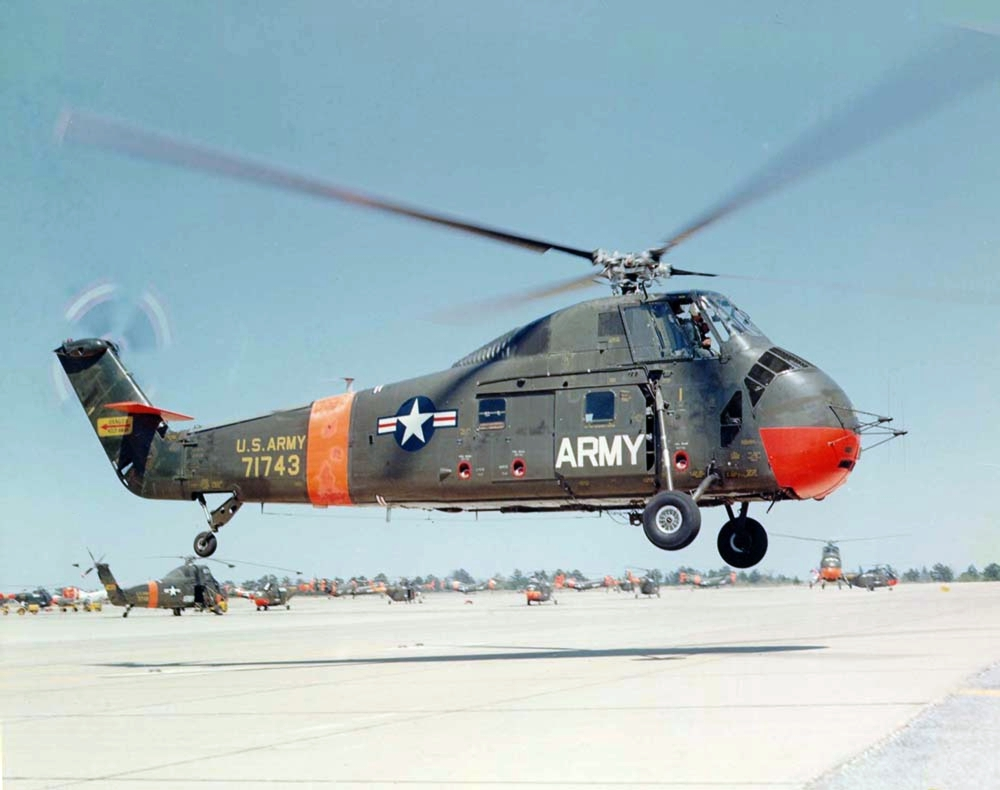
Un Sikorsky S-58 identique à celui utilisé pour récupérer la capsule.